# Dr Pepper Snapple Group
Dr Pepper Snapple Group Inc. è un'azienda statunitense di produzione e distribuzione di bevande analcoliche, ha sede a Plano in Texas.

## Storia
Nel febbraio 1998 le aziende Beverage America e Select Beverages bottlers furono acquistate dal Carlyle Group. Nel 2000 Cadbury Schweppes acquistò da Triarc i marchi Snapple, Mistic e Stewart's (in precedenza chiamato Cable Car Beverage) per la cifra di $1.45 miliardi. Nell'ottobre dello stesso anno Cadbury Schweppes acquistò anche Royal Crown sempre da Triarc.
Nel 2006-2007, Cadbury Schweppes acquistò il gruppo Dr Pepper/Seven Up Bottling Group, insieme ad alcuni altre aziende di imbottigliatori regionali. Questo ha permesso a DPS di essere in grado di imbottigliare in proprio le bevande di produzione e contrastare la recente decisione di molti imbottigliatori legati a Pepsi e Coca Cola che avevano abbandonato i prodotti Dr Pepper e Snapple per promuovere i nuovi prodotti di Pepsi e Coca-Cola.
Nel maggio 2008 Cadbury Schweppes ha separato le sue attività nel ramo beverage costituendo il Dr Pepper Snapple Group.
Il 28 gennaio 2018 la Keurig Green Mountain compra per 18,5 miliardi di dollari la Dr. Pepper.

## Marchi
Fanno parte del gruppo numerosi marchi, i più noti sono:
- 7 Up (Solo negli USA; nel resto del mondo i diritti sono della PepsiCo o suoi licenziatari)
- Diet Rite
- Dr Pepper (i diritti sono della The Coca-Cola Company in gran parte dell'Europa e di PepsiCo in Polonia e Canada)
- Orangina (Nord America; marchio di proprietà di Suntory nel resto del mondo)
- R.C. Cola (Nord America; marchio di proprietà di Cott nel resto del mondo)
- Schweppes
- Snapple
- Venom Energy Drink
- Crush Soda